# Pascal Gregor
Pascal Wiberg Gregor (Koppenhága, 1994. február 18. –) dán utánpótlás-válogatott labdarúgó, a Lyngby BK hátvédje.

## Pályafutása

### Klubcsapatokban
A Nordsjælland csapatában nevelkedett, majd 2012. december 9-én mutatkozott be az első csapatban az FC København ellen a 72. percben Michael Parkhurst cseréjeként. 2012 és 2018 között több mint száz élvonalbeli mérkőzésen szerepelt a csapatban. 2018 és 2019 között a Helsingør, valamint kölcsönben a norvég Haugesund labdarúgója volt. 2019 decemberében szerződtette őt a Lyngby BK csapata.

### A válogatottban
Részt vett a válogatottal a 2016. évi nyári olimpiai játékokon.

## Külső hivatkozások
- Pascal Gregor adatlapja a Transfermarkt oldalán (angolul)
- Pascal Gregor adatlapja a Soccerway oldalon (angolul)